# Business Network International
A Business Network International (BNI) a világ legnagyobb üzleti kapcsolatépítő szervezete, világszerte több mint 299 ezer tagja van. A szervezet 80+ országban van jelen 11,000+ csoporttal. A szervezetet 1985-ben Ivan Misner alapította azzal az elsődleges céllal, hogy egy hatékony kapcsolatépítő hálózatot hozzon létre.
A BNI Magyarországon 2008 óta működik, 2024-ben több mint 1100 magyar vállalkozás rendelkezett tagsággal a fővárosban és további 12 vidéki városban.
A BNI Magyarország vezetőjét, Avidor Andrást  beválasztották a BNI globál stratégiai boardjába, ahol alelnökként a szervezet globális stratégiáért felel. Először történt ilyen, hogy nemzetközi üzleti szervezet életében magyar szakember kerüljön ilyen tipusú board élére.

## Csoportok
A BNI szervezetének alapjai a csoportok. Egy csoporthoz egy adott szakterületnek csak egyetlen képviselője csatlakozhat, egy személy pedig egyszerre csak egy csoportnak lehet tagja.
A csoportok hetente 90 perces találkozókat tartanak. Minden találkozón 10 perces főelőadást kell tartania egy tagnak, bemutatva tevékenységét.
A BNI filozófiájának alapja, hogy "Aki ad, az nyer!", ami a csoportok szintjén azt jelenti, hogy a tagoktól elvárják, hogy üzleti ajánlatokat és vendégeket vigyenek csoportjukba.
A tagok részvételét a találkozókon nyilvántartják, félévente három hiányzás megengedett, mielőtt a tag helyét meghirdetnék. Amennyiben valaki nem tud egy találkozón részt venni, helyettest küldhet maga helyett, ami nem számít hiányzásnak.

## Pénzügyi struktúra
A csoportok tagjai egyszeri regisztrációs díjat fizetnek a szervezet által nyújtott marketing szolgáltatások és egyéb kapcsolódó szolgáltatások ellenében. Ezen felül a tagoknak éves tagdíjat is fizetniük kell.

## Statisztikák
- 2024-ben a BNI tagok több mint 16,2 millió ajánlást közvetítettek, ezzel 24,2 milliárd dollárnyi üzleti forgalmat generálva.
- Magyarországon több mint 40 BNI csoport működik, összesen 1100 taggal, Budapesten és 12 más városban.[8]
- A magyarországi BNI tagok 48 milliárd forint többletbevételt generáltak egymásnak 2023-ban.[9]

## Rendezvényei
A heti találkozókon felül a BNI rendszeresen szervez rendezvényeket tagjai és más érdeklődők számára.
A tagok tanfolyamokon, vezetői képzéseken, networking képzéseken, illetve úgynevezett sikeres tag tanfolyamokon vehetnek részt.
Magyarországon évente kerül megszervezésre a Nemzetközi Networking Hét 2010 óta. A konferencián a résztvevők előadásokat hallgathatnak, illetve körasztalos bemutatkozásokon vehetnek részt kapcsolatépítés céljából.
A BNI szervezi az évente megrendezésre kerülő Országos Networking Konferenciát is. A konferenciát 2012-ben rendezték meg első alkalommal Magyarországon. A regisztrálók változatos üzleti témájú előadásokat hallgathatnak meg, illetve körasztaloknál építhetik kapcsolataikat.